# Memoriał Eugeniusza Nazimka 1983
Memoriał im. Eugeniusza Nazimka 1983 – 1. edycja turnieju w celu uczczenia pamięci polskiego żużlowca Eugeniusza Nazimka, który odbył się dnia 4 września 1983 roku. Turniej wygrał Robert Słaboń.

## Wyniki
- Stadion Stali Rzeszów, 4 września 1983
- NCD: Ryszard Czarnecki - 75,60 w wyścigu 1
- Sędzia: Irena Nadolna

| Msc. | Zawodnik                  | Klub         | Pkt |             |  |
| ---- | ------------------------- | ------------ | --- | ----------- |  |
| 1    | (9) Robert Słaboń         | Lublin       | 13  | (3,2,3,3,2) |  |
| 2    | (1) Ryszard Czarnecki     | Rzeszów      | 12  | (3,3,3,d,3) |  |
| 3    | (7) Marek Kępa            | Lublin       | 11  | (1,3,1,3,3) |  |
| 4    | (12) Grzegorz Sterna      | Leszno       | 10  | (2,2,1,2,3) |  |
| 5    | (13) Maciej Jaworek       | Zielona Góra | 8+3 | (3,0,3,2,u) |  |
| 6    | (6) Ryszard Buśkiewicz    | Bydgoszcz    | 8+2 | (3,3,1,d,1) |  |
| 7    | (2) Wojciech Żabiałowicz  | Toruń        | 7   | (2,d,3,1,1) |  |
| 8    | (11) Włodzimierz Heliński | Leszno       | 7   | (1,1,2,0,3) |  |
| 9    | (4) Jan Nowak             | Rybnik       | 7   | (1,3,0,2,1) |  |
| 10   | (14) Tadeusz Wiśniewski   | Toruń        | 7   | (2,2,0,1,2) |  |
| 11   | (10) Antoni Krzywonos     | Rzeszów      | 7   | (0,1,2,2,2) |  |
| 12   | (8) Grzegorz Kuźniar      | Rzeszów      | 6   | (0,1,2,3,w) |  |
| 13   | (3) Bronisław Klimowicz   | Rybnik       | 6   | (0,0,1,3,2) |  |
| 14   | (5) Bolesław Proch        | Bydgoszcz    | 6   | (2,1,2,1,d) |  |
| 15   | (15) Henryk Jasek         | Wrocław      | 4   | (1,2,0,1,0) |  |
| 16   | (16) Wiesław Pawlak       | Zielona Góra | 0   | (0,0,0,0,d) |  |
|      | rez. Janusz Stachyra      | Rzeszów      |     | (1)         |  |

Bieg po biegu
1. [75,60] Czarnecki, Żabiałowicz, Nowak, Klimowicz
2. [76,70] Buśkiewicz, Proch, Kępa, Kuźniar
3. [77,00] Słaboń, Sterna, Heliński, Krzywonos
4. [77,60] Jaworek, Wiśniewski, Jasek, Pawlak
5. [77,60] Czarnecki, Słaboń, Proch, Jaworek
6. [78,70] Buśkiewicz, Wiśniewski, Krzywonos, Żabiałowicz
7. [78,10] Kępa, Jasek, Heliński, Klimowicz
8. [78,80] Nowak, Sterna, Kuźniar, Pawlak
9. [78,40] Czarnecki, Heliński, Buśkiewicz, Pawlak
10. [78,80] Żabiałowicz, Proch, Sterna, Jasek
11. [78,00] Słaboń, Kuźniar, Klimowicz, Wiśniewski
12. [78,50] Jaworek, Krzywonos, Kępa, Nowak
13. [78,80] Kępa, Sterna, Wiśniewski, Czarnecki
14. [77,80] Kuźniar, Jaworek, Żabiałowicz, Heliński
15. [77,80] Klimowicz, Krzywonos, Proch, Pawlak
16. [78,90] Słaboń, Nowak, Jasek, Buśkiewicz
17. [78,50] Czarnecki, Krzywonos, Stachyra, Jasek Stachyra za Kuźniara
18. [78,20] Kępa, Słaboń, Żabiałowicz, Pawlak
19. [77,00] Sterna, Klimowicz, Buśkiewicz, Jaworek
20. [78,00] Heliński, Wiśniewski, Nowak, Proch
21. Wyścig dodatkowy: [78,50] Jaworek, Buśkiewicz

Po zawodach rozegrano bieg o Puchar Rzeszowskich Kibiców: [77,00] Czarnecki, Słaboń, Sterna, Kępa